# Griekenland op het Eurovisiesongfestival 2001
Griekenland nam deel aan het Eurovisiesongfestival 2001 in Kopenhagen, Denemarken. Het was de 22ste deelname van het land op het Eurovisiesongfestival. ERT was verantwoordelijk voor de Griekse bijdrage voor de editie van 2001.

## Selectieprocedure
Na twee jaar afwezigheid keerde Griekenland terug op het Eurovisiesongfestival van 2001. In 1999 had het land noodgedwongen moeten thuisblijven vanwege de slechte prestaties in de jaren ervoor en in 2000 waren de Grieken vanwege financiële problemen ook niet van de partij. Voor het songfestival van 2001 besloot omroep ERT een nationale finale te organiseren. Deze vond op 6 maart 2001 plaats in muziekzaal Rex in Athene en bestond uit twee rondes. In de eerste ronde namen negen artiesten het tegen elkaar op, waarbij vier van hen door een professionele jury naar de tweede ronde werden gestemd. In de tweede ronde brachten de artiesten nogmaals hun nummer en werd de winnaar bepaald door een jury en televoting.

#### Eerste stemronde
| № | Artiest                               | Lied                     | Resultaat     |
| - | ------------------------------------- | ------------------------ | ------------- |
| 1 | Antique                               | "Die for you"            | Finalist      |
| 2 | Lenou                                 | "S'Efharisto"            | Finalist      |
| 3 | Sissy Bitzou                          | "To Koritsaki Tou Baba"  | Uitgeschakeld |
| 4 | Maria-Louiza Vassilopoulou            | "Agapise Me"             | Finalist      |
| 5 | Maria Karagouni & Thanasis Dimopoulos | "Me Ta Matia Tis Psyhis" | Uitgeschakeld |
| 6 | Lorna                                 | "Zoi, S'Agapao"          | Uitgeschakeld |
| 7 | Tzina Fotinopoulou                    | "Killed Angels"          | Uitgeschakeld |
| 8 | Kay Connors                           | "One More Time"          | Finalist      |
| 9 | Dimitris Laskaridis                   | "Santorini"              | Uitgeschakeld |

#### Tweede stemronde
| № | Artiest                    | Lied            | Televoting | Jury | Totale Punten | Plaats |
| - | -------------------------- | --------------- | ---------- | ---- | ------------- | ------ |
| 1 | Antique                    | "Die for you"   | 4 (45%)    | 3    | 7             | 1      |
| 2 | Lenou                      | "S'Efharisto"   | 1 (12%)    | 2    | 3             | 4      |
| 3 | Maria-Louiza Vassilopoulou | "Agapise Me"    | 2 (13%)    | 1    | 3             | 3      |
| 4 | Kay Connors                | "One More Time" | 3 (30%)    | 4    | 7             | 2      |

## In Kopenhagen
Griekenland moest in Denemarken als 22ste optreden, net na Malta en voor Denemarken. Op het einde van de puntentelling hadden de Grieken 147 punten verzameld, wat ze op een 3de plaats bracht. Dit was tot dan toe de beste prestatie van het land op het Eurovisiesongfestival. De inzending ontving 2 keer het maximum van de punten, afkomstig van Spanje en Zweden. Nederland had 6 punten over voor deze inzending. België nam niet deel in 2001.

### Gekregen punten

#### Finale
| 12 punten                                                       | 10 punten  | 8 punten                                                                     | 7 punten                      | 6 punten              |
| --------------------------------------------------------------- | ---------- | ---------------------------------------------------------------------------- | ----------------------------- | --------------------- |
| - Spanje - Zweden                                               | - Israël   | - Bosnië en Herzegovina - Duitsland - IJsland - Noorwegen - Polen - Slovenië | - Malta - Verenigd Koninkrijk | - Estland - Nederland |
| 5 punten                                                        | 4 punten   | 3 punten                                                                     | 2 punten                      | 1 punt                |
| - Denemarken - Ierland - Kroatië - Litouwen - Rusland - Turkije | - Portugal | - Frankrijk                                                                  | - Letland                     |                       |

### Punten gegeven door Griekenland

#### Finale
Punten gegeven in de finale:
| 12 punten | Estland    |
| 10 punten | Turkije    |
| 8 punten  | Spanje     |
| 7 punten  | Kroatië    |
| 6 punten  | Denemarken |
| 5 punten  | Rusland    |
| 4 punten  | Frankrijk  |
| 3 punten  | Malta      |
| 2 punten  | Israël     |
| 1 punt    | Duitsland  |

1974 · 1975 · 1976 · 1977 · 1978 · 1979 · 1980 · 1981 · 1982 · 1983 · 1984 · 1985 · 1986 · 1987 · 1988 · 1989 · 1990 · 1991 · 1992 · 1993 · 1994 · 1995 · 1996 · 1997 · 1998 · 1999-2000 · 2001 · 2002 · 2003 · 2004 · 2005 · 2006 · 2007 · 2008 · 2009 · 2010 · 2011 · 2012 · 2013 · 2014 · 2015 · 2016 · 2017 · 2018 · 2019 · 2020 · 2021 · 2022 · 2023 · 2024 · 2025